# Пригородне (Чечня)
Пригородне (чеч. Шинасуьйра-юкъ) — село у Грозненському районі Чечні Російської Федерації. Адміністративний центр та єдиний населений пункт однойменного сільського поселення.

## Географія
Село розташоване на лівому березі річки Аргун, на південному сході від міста Грозний.
Найближчі села: на півночі — Ханкала, на південному сході — Чечен-Аул, на південному заході — Гикало, на північному сході — Бердакел.

## Клімат
Клімат села помірно-континентальний, з м'якою зимою та теплим спекотним літом. 
| Клімат Пригородне                          | Клімат Пригородне | Клімат Пригородне | Клімат Пригородне | Клімат Пригородне | Клімат Пригородне | Клімат Пригородне | Клімат Пригородне | Клімат Пригородне | Клімат Пригородне | Клімат Пригородне | Клімат Пригородне | Клімат Пригородне | Клімат Пригородне |
| Показник                                   | Січ.              | Лют.              | Бер.              | Квіт.             | Трав.             | Черв.             | Лип.              | Серп.             | Вер.              | Жовт.             | Лист.             | Груд.             | Рік               |
| Абсолютний максимум, °C                    | 14,1              | 22,3              | 29,7              | 33,7              | 38,1              | 39,1              | 40,7              | 41,4              | 36,8              | 32,5              | 23,7              | 18,0              |                   |
| Середній максимум, °C                      | 0,6               | 2,5               | 8,7               | 17,9              | 23,7              | 27,9              | 30,5              | 29,7              | 24,7              | 16,6              | 9,3               | 3,2               | 16,3              |
| Середня температура, °C                    | −3,2              | −2,1              | 2,9               | 10,5              | 16,7              | 21,2              | 23,9              | 23,0              | 17,7              | 10,4              | 4,3               | −0,8              | 10,4              |
| Середній мінімум, °C                       | −6,2              | −4,9              | −0,5              | 5,4               | 11,0              | 15,4              | 18,2              | 17,2              | 12,7              | 6,1               | 1,8               | −3                | 6,1               |
| Абсолютний мінімум, °C                     | −31,5             | −30,8             | −19,1             | −7,6              | −3,1              | 5,6               | 9,2               | 5,0               | −2,7              | −9,6              | −23,5             | −26,6             |                   |
| Середня кількість сонячних годин на місяць | 59                | 67                | 104               | 167               | 219               | 242               | 247               | 234               | 186               | 136               | 68                | 49                |                   |
| Норма опадів, мм                           | 19                | 21                | 23                | 33                | 57                | 72                | 57                | 44                | 33                | 30                | 26                | 24                | 439               |
| Днів з опадами                             | 5                 | 5                 | 5                 | 5                 | 7                 | 8                 | 6                 | 6                 | 5                 | 6                 | 6                 | 6                 |                   |
| ------------------------------------------ | ----------------- | ----------------- | ----------------- | ----------------- | ----------------- | ----------------- | ----------------- | ----------------- | ----------------- | ----------------- | ----------------- | ----------------- | ----------------- |

## Історія
Село засноване у 1957 році і є одним з найстаріших поселень рівниної частини Чечні.

## Населення
| 2002 | 2010   | 2012   | 2013   | 2014   | 2015   | 2016   | 2017   |
| 4852 | ↗ 4884 | ↗ 4902 | ↗ 4957 | ↗ 4998 | ↗ 5086 | ↗ 5163 | ↗ 5297 |

## Інфраструктура
На території села функціонує муніципальна середня загальноосвітня школа, ФАП, відділення Пошти Росії, Пригородненська СДЮСШ вільної боротьби імені заслуженого тренера Росії Алхазура Ільясова.
25 травня 2004 року біля населеного пункту була проведена вдала засідка чеченських загонів на російських військових з 26 оСпН, відомо про щонайменше шістьох загиблих.